# Тест Ловетта
Тест Ловетта — спеціальний тест на мануальне визначення сили м'язів пацієнта/клієнта. Широко використовується у практиці фізичного реабілітолога.
Відомо, що визначити силу м'язів можна за допомогою динамічних динамометрів, але не завжди необхідна апаратура є у розпорядженні реабілітолога, тому він повинен вміти визначати силу м'язів за допомогою мануальної методики тестування. Серед цих методик вигідно вирізняється тестування за Ловеттом. Воно використовується для проведення обстеження й у інших галузях (спеціалізаціях) фізичної реабілітації, таких як неврологія, педіатрія.
Ця методика полягає у наданні тілу людини такого положення, при якому з роботи максимально вилучені м'язи синергісти.

## Мануальне тестування м'язів за Ловеттом
Ця методика опублікована в 1932 році і на сучасному етапі є найпоширенішою методикою. Вона ґрунтується на ручній методиці, коли рух виконує один м'яз, який відповідає за цей рух.
За Ловеттом є такі сили м'язів:
- 0 = повна відсутність напруження м'язів;
- 1 = сліди напруження, тобто напруження без руху;
- 2 = виразне напруження м'язів і здатність виконати рух без допомоги реабілітатора, без сили тяжіння;
- 3 = повна амплітуда руху проти сили тяжіння;
- 4 = повна амплітуда руху з середнім опором за всією амплітудою;
- 5 = повна амплітуда з максимальним опором.

Це також може бути виражене у відсотках:
0 = 0 %, 1= 10 %, 2= 25 %, 3= 50 %, 4= 75 %, 5= 100 %.
Визначення сліду напруження м'яза першого ступеня є важким і можливим лише для м'язів, які розташовані поверхнево. Сліди такого напруження відчутно за допомогою пальпації в ділянці черевця м'яза, або в місці, де сухожилок м'яза проходить безпосередньо під шкірою.
Другий ступінь сили м'яза підтверджується через підтримування частини тіла реабілітологом.
М'яз третього ступеня здатний виконувати рух з масою частини тіла проти сили тяжіння за повною амплітудою руху. Дослідження сили м'язів повинно починатися відразу на третій ступінь. Якщо м'яз може виконати рух частиною тіла, то переходять до тестування 4 ступеня, якщо немає підтвердження сили 3-го ступеня, розпочинають тестування 2 чи 1-го ступеня.
Тест на силу четвертого ступеня означає таку силу, яка здатна виконати рух проти опору з боку реабілітолога. Опір робиться рукою, яку прикладають в дистальному місці до сегмента. Напрямок опору повинен бути перпендикулярним до площини руху досліджуваного м'яза.

## Основи техніки тестування
У техніці тестування незамінними є такі частини:
- позиція пацієнта, що описана для всіх груп м'язів під час дослідження; застосовують переважно ізольовані позиції, наприклад, лежачи чи сидячи;
- стабілізація відділу тіла, в межах якого розміщений цей м'яз: частково задовольняє стабілізацію рівна поверхня, така, як стіл; також регламентовано під час дослідження деяких м'язів підтримування ближнього відділу суглоба рукою;
- власне виконання руху, тесту; важливою у цьому є амплітуда руху, активність, яку повинен виявити пацієнт, без співпраці з пацієнтом дослідження не дасть необхідного результату;
- застосування опору при дослідженні сили м'яза 4-го ступеня. Опір повинен застосовуватись відповідно до віку, статі та загального стану пацієнта.